# Мануш-лоло

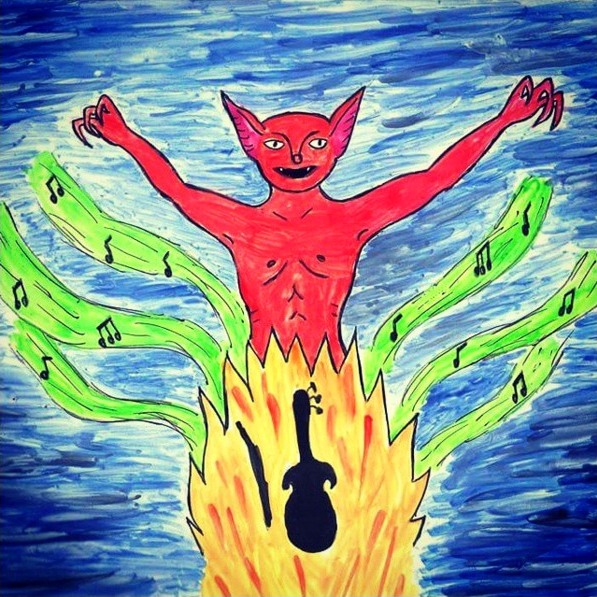
Малюнок аквареллю, що зображує створену у магічний спосіб першу скрипку і смичок до неї ромським Дияволом Мануш-лоло

Мануш-лоло (Мануш-Лоло, Мануш Лоло) — в уявленні ромів демонічна сутність, диявол, чорт, бог смерті, іноді персоніфікація самої смерті, що мешкає у потойбічному світі. Дослівно назва істоти перекладається як «Червона людина». Існує кілька версій походження цього імені. Згідно найпоширенішої, цей демон з'являється вночі на узбіччях доріг в червоних відблисках багаття. Іноді назву сутності пояснюють тим, що у неї «сиром'ясне обличчя», тобто не вкрите шкірою. Вважається, що ім'я «Мануш-лоло» виникло як слово, яким у своїй усній мові роми замінювали справжні назви нечистої сили, аби не закликати її.
Серед угорських циган чанґо популярна легенда про те, що саме цей демон подарував їм скрипку. Він виготовив інструмент з членів родини Маріки, натомість допоміг їй причарувати вродливого мисливця, а потім забрав дівчину і її коханого до пекла.